# Mönchstraße 16 (Stralsund)
Das Gebäude Mönchstraße 16 in Stralsund ist ein denkmalgeschütztes Bauwerk in der Mönchstraße.

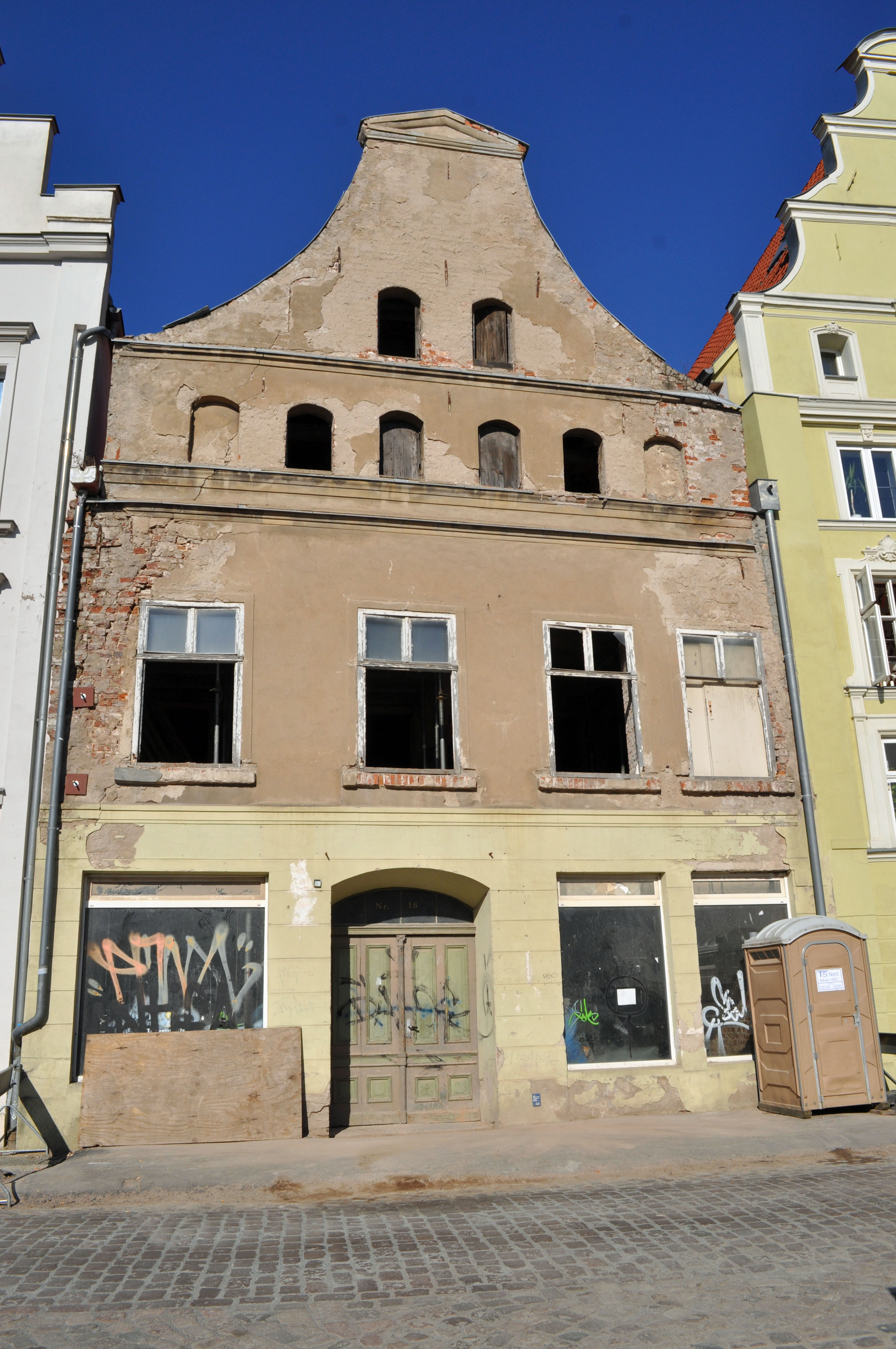
Haus Mönchstraße 16 in Stralsund (2012)

Das zweigeschossige Giebelhaus ist im Kern mittelalterlichen Ursprungs. Im Jahr 1621 wurde die Fassade im Rahmen einer Erneuerung mit einer schlichten Putzfassade versehen. Ein geschwungener Giebel über dem Hauptgesims krönt das Gebäude.
Das Haus im Kerngebiet des von der UNESCO als Weltkulturerbe anerkannten Stadtgebietes des Kulturgutes „Historische Altstädte Stralsund und Wismar“ ist in die Liste der Baudenkmale in Stralsund eingetragen.